# Mirowszczyzna
Mirowszczyzna – kolonia w Polsce położona w województwie opolskim, w powiecie oleskim, w gminie Rudniki.
Mirowszczyzna – wieś sołecka oddalona o 2,7 km na południowy wschód od Rudnik przy drodze krajowej nr 43 z Częstochowy do Wielunia. Nazwa wyprowadzona od imienia Mirosław lub nazwiska Mirowski, nazwa dzierżawcza.
Na terenie wsi znajdują się: "Feks" Przedsiębiorstwo Produkcyjno-Handlowo-Usługowe, Zakład Przetwórstwa Drobiowego, zakład produkcji ram, karczma "Złota Kaczka" i "Chata Romana".
W latach 1975–1998 miejscowość położona była w województwie częstochowskim.